# Kathedrale von Manila

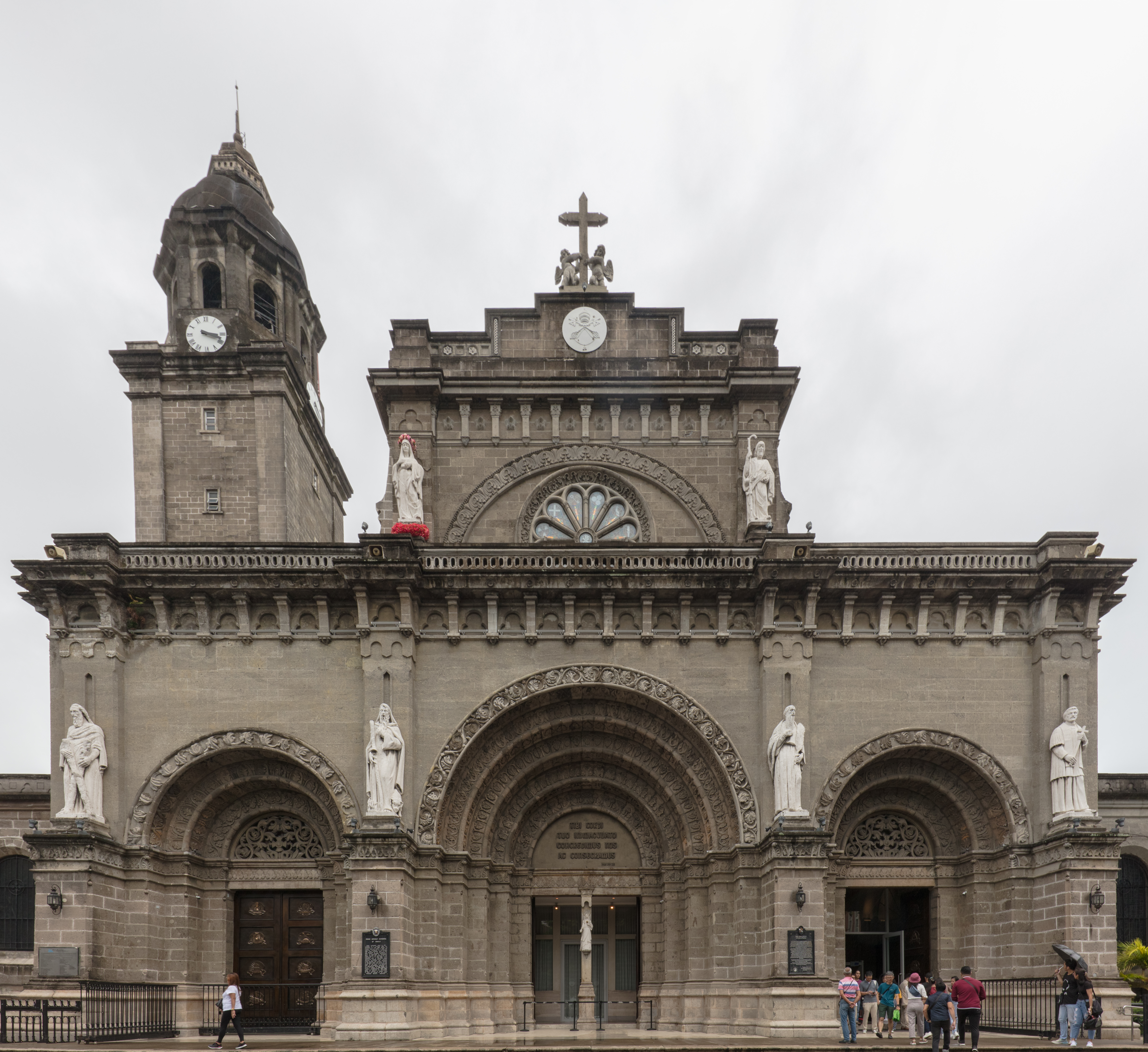
Kathedrale von Manila

Die Kathedrale von Manila („Manila Metropolitan Cathedral-Basilica“ bzw. „Cathedral-Basilica of the Immaculate Conception“) ist eine der vier Basilicae minores und Sitz des Erzbistums Manila in der Hauptstadt der Philippinen Manila. Sie steht am zentralen Platz in der spanischen Stadtfestung Intramuros gegenüber dem Eingang zum Fuerza de Santiago. Wenige hundert Meter entfernt steht die Kirche San Agustin, die seit 1993 zusammen mit den Barock-Kirchen in Santa Maria, Paoay und Miag-ao in der Weltkulturerbeliste der UNESCO steht.
Das der Unbefleckten Empfängnis Mariens gewidmete Gotteshaus ist der neunte Kirchenbau auf diesem Platz.

## Geschichte

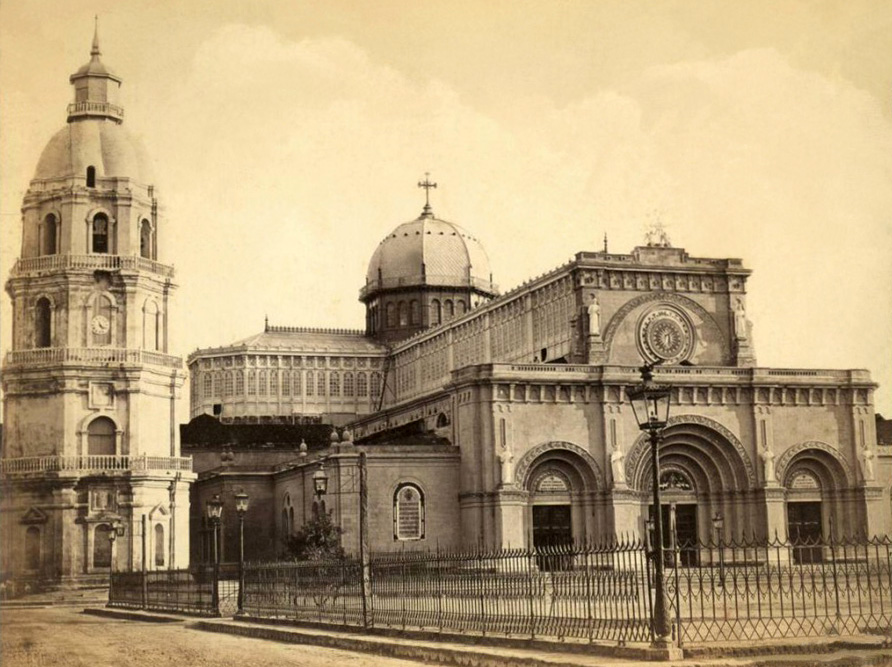
Kathedrale vor dem Erdbeben 1880

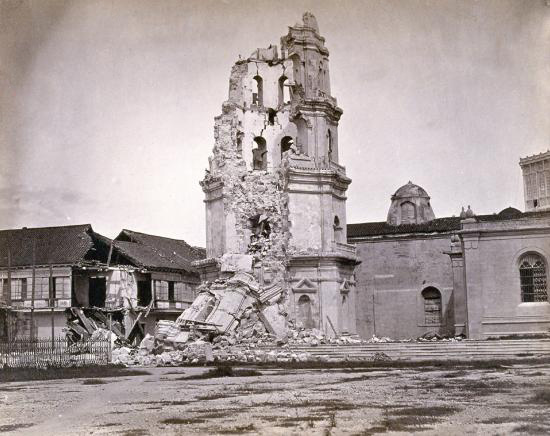
Kathedrale nach dem Erdbeben von 1880

Die erste Kirche wurde 1571 von Juan de Vivero gegründet, der bereits 1566 das damalige unter der Herrschaft der Rajah Sulayman und seinem Verwandten Rajah Matanda stehende Maynilad als Kaplan im Gefolge des Konquistadors Miguel López de Legazpi auf der Galeone San Geronimo erreichte. Nachdem Legazpi die beiden Herrscher in der Schlacht vom 19. Mai 1571 besiegt hatte, gründete er die Stadt Manila und die erste Kirche wurde in der damals typischen Holzbauweise errichtet. 1574 feierte man hier den Sieg über den chinesischen Piraten Lin Feng.
Die erste Kathedrale wurde – ebenfalls aus Holz – 1581 infolge der Gründung der Diözese Manila errichtet und durch Papst Gregor XIII. geweiht. Hier wurde 1582 die erste Synode von Manila abgehalten. 1583 fiel die Kathedrale dem großen Brand von Manila zum Opfer. Sie wurde in derselben Bauweise wieder aufgebaut, was 1586 von der Junta Universal de Manila kritisiert wurde. Am 15. Juni 1588 wurde die Kathedrale Opfer eines Taifuns, der Manila zu großen Teilen zerstörte. Als 1590 Gomez Perez Dasmariñas neuer Gouverneur der Philippinen wurde, fiel die Entscheidung zum Bau einer Kathedrale aus Stein.
Der Bau des ersten komplett aus Stein errichteten Kirchengebäudes auf den Philippinen dauerte von 1590 bis 1597. Es war die erste komplett mit Glocken, Heiligenreliquien etc. ausgestattete Kirche in Südostasien. 1595 machte Papst Clemens VIII. Manila zum Sitz des von ihm eingerichteten Erzbistums Manila. 1599 wurde die bei einem erneuten Erdbeben beschädigte Kathedrale wieder instand gesetzt. Auch dem großen Erdbeben in Manila am 31. Dezember 1600 fiel sie zum Opfer. Bereits am 6. Juli 1601 machte Gouverneur General Francisco Tello dem spanischen König über die erfolgreiche Sanierung der Kirche samt Glockenturm und Sakristei Mitteilung. Tatsächlich dauerte die Restaurierung wegen Geldmangels erheblich länger.
Die eigentliche Restaurierung entsprach in Wirklichkeit einem Neubau, der erst 1603 durch Erzbischof Benavides initiiert wurde und elf Jahre dauerte. 1614 wurde der aus einem Hauptschiff und zwei Seitenschiffen bestehende Bau geweiht. Sie war mit zehn Altären und sieben Kapellen ausgestattet. Finanziert wurde der Neubau von Don Francisco Gomez de Arellano, der Schatzkasse des Erzbistums und des spanischen Königshauses. Am 1. August 1621 wurde die Kathedrale bei einem Erdbeben stark beschädigt, das Dach stürzte teilweise ein und es bildeten sich Risse im Mauerwerk. Der Kirchenbau konnte jedoch gerettet und restauriert werden. Zwischen 1641 und 1645 wurde die Kathedrale renoviert, jedoch bereits am 30. November 1645 bei einem Erdbeben komplett zerstört.
Der Wiederaufbau begann erst am 20. April 1654 mit der Grundsteinlegung durch Erzbischof Poblete. Bis 1659 kam der Neubau zügig voran, so dass am 7. Dezember 1659 die erste Messe abgehalten wurde. Der Ausbau dauerte jedoch noch bis zum 1662, bis die Kathedrale in ihrer Grundstruktur komplettiert war und die Weihe am 7. Juni erfolgte. Die Kathedrale mit Hauptschiff und zwei Seitenschiffen war im Inneren ca. 67 Meter lang, ca. 25 Meter breit und ca. 15 Meter hoch. Auf jeder Seite des Hauptschiffs waren sieben Pfeiler positioniert. Der Eingang am Hauptportal hatte insgesamt drei Türen. Die Kirche war mit zwei Gebetsräumen für Spanier und drei für Filipinos ausgestattet. Der Innenausbau zog sich bis 1681 hin, Erzbischof Camacho investierte insgesamt 40.000 Peso in die Ausgestaltung der Innenräume. Zwischen 1736 und 1740 wurde die Kathedrale unter Leitung des Erzbischofs Rodriguez renoviert.
1747 wurde Pedro de la Santisima Trinidad Erzbischof. Als wissenschaftlich gebildeter Mann der Aufklärung sah er die Notwendigkeit, die Kathedrale komplett zu restaurieren bzw. neu zu gestalten, um sie gegen Erdbeben, Taifune und Brände zu wappnen. Der Jesuit und Architekt Joaquin Mezquita und die Militäringenieure Don Tomas de Castro y Andrade und Don Antonio Gonzalez de Quijano untersuchten daraufhin die Kathedrale und erstellten eine Expertise über den Zustand und die Möglichkeiten eines Umbaus des Gebäudes. 1751 begann der Umbau durch den italienischen Architekten Juan de Uguccioni und den Peruaner Don Estevan Roxas y Melo. Der Umbau zog sich bis 1760 hin und sie erhielt ihr Aussehen, das bis 1852 beibehalten wurde. Sie wurde durch Bischof von Cebu geweiht, da Erzbischof Trinidad bereits 1755 verstorben war.
Von 1762 bis 1764 besetzten die Briten im Rahmen des Siebenjährigen Krieges vorübergehend Teile des philippinischen Archipels und die Hauptstadt Manila. Die Kathedrale wurde bei der Britischen Invasion der Philippinen 1762 schwer beschädigt, viele kostbare Reliquien und Kunstschätze wurden durch die Briten zerstört oder geraubt. Der erst kürzlich eingesetzte Erzbischof Rosa musste sich mit 31.309 Peso freikaufen. Nach Abzug der Briten wurde das Gebäude wieder instand gesetzt und mit einer neuen Innenausstattung versehen, was jedoch mehrere Jahre in Anspruch nahm. Bis 1852 wurde die Kathedrale mehrfach renoviert. In der Nacht zum 16. September 1852 erschütterte Manila ein schweres Erdbeben, das große Teile der Stadt zerstörte. Bei einer Inspektion durch die Architekten de Hacienda, Juan Mendoza y Grajales wurde das Gebäude als total zerstört und nicht wiederaufbaubar eingestuft.
Der damalige Gouverneur der Philippinen, General Antonio de Urbiztondo, beauftragte ein Team von Ingenieuren zum Neuaufbau der sechsten Kathedrale. Die Arbeiten unter der Leitung von Nicolas Valdes zogen sich sechs Jahre hin, wobei Teile des alten Gebäudes verwendet und integriert wurden. Die Kirche wurde am 31. März 1858 geweiht, sollte jedoch nur fünf Jahre in ihrer Funktion bestehen bleiben. Am Abend des 3. Juni 1863 wurde Manila von einem schweren Erdbeben heimgesucht, bei dem wieder die Kathedrale komplett, bis auf den Glockenturm, zerstört wurde. Viele Menschen kamen beim Einsturz ums Leben, da zum Zeitpunkt des Bebens eine Messe abgehalten wurde. So starb auch der Diözesanadministrator Pedro Pelaez. Er gilt als der Vater der Säkularisationsbewegung in der Katholischen Kirche auf den Philippinen. Zu den historisch bekanntesten Priestern, die in dieser Zeit an der Kathedrale von Manila arbeiteten, zählen Jose Burgos und Jacinto Zamora, die zusammen mit Mariano Gomez als das Gomburza-Trio in die Geschichte der Philippinen eingingen.
Von einem Wiederaufbau wurde vorerst abgesehen, bis am 12. Mai 1868 der Architekt Vicente Serrano y Salaverri mit der Untersuchung des Zustands der Ruine beauftragt wurde. Nach seinem Bericht vom 31. Juli 1868 waren die Ruinen vor einem Neubau abzutragen und zu beseitigen. Am 13. April 1870 erließ der Gouverneur eine Direktive zur Abtragung des Schutthaufens. Am 15. Juni 1870 wurde die Junta Consultativa para los Restauraciones de las Yglesia zur Unterstützung des Neubaus gegründet. Die eigentlichen Arbeiten begannen nach dem 13. Dezember 1873 und zogen sich bis 1879 hin. Teilweise wurden die Arbeiten verzögert durch die Aktivitäten von Gewerkschaften und der neuentstehenden Partizipationsbewegungen, die später in die nationale Bewegung des Katipunan und der Philippinischen Revolution münden sollten.
1880 wurde bei einem weiteren Erdbeben der alte Glockenturm zerstört und durch ein Provisorium aus Holz ersetzt. Während des Spanisch-Amerikanischen Krieges diente die Kathedrale als Zufluchtsort für spanische Soldaten und im Philippinisch-Amerikanischen Krieg als Hospital für verwundete amerikanische Soldaten. Ab diesem Zeitpunkt begann die Monopolstellung der römisch-katholischen Kirche auf den Philippinen zu wanken, die ersten Missionare der Protestanten und der Anglikaner betraten den Boden der Philippinen.
Seither veränderte sich der Katholizismus auf den Philippinen und nahm zunehmend eigenständige Züge an. Die Manila-Kathedrale blieb davon nicht unberührt, so wurden immer mehr einheimische Künstler beauftragt, die Innenräume zu konservieren oder neu zu gestalten. Bis zum Zweiten Weltkrieg entwickelte sich ein reges Treiben der Kunstschaffenden rund um die Manila-Kathedrale. Im Zweiten Weltkrieg bot die Kathedrale Schutz für Widerstandskämpfer gegen die japanische Okkupation von 1942 bis 1945. 1945 wurde die Kathedrale durch das Bombardement Manilas durch die US Air Force in der Schlacht um Luzon komplett zerstört.
Der Wiederaufbau der Kathedrale erfolgte bis 1958, nachdem die größten Zerstörungen des Zweiten Weltkrieges in Manila beseitigt waren. Die Architektur der neuen Kathedrale orientierte sich an der Vorkriegskathedrale und wurde im historistischen Architekturstil des 19. Jahrhunderts neu aufgebaut. Die Glocken stammen von Friedrich Wilhelm Schilling.
Höhepunkte waren die Besuche der Päpste Paul VI., im November 1970, und Johannes Paul II., im Februar 1981. 

## Galerie

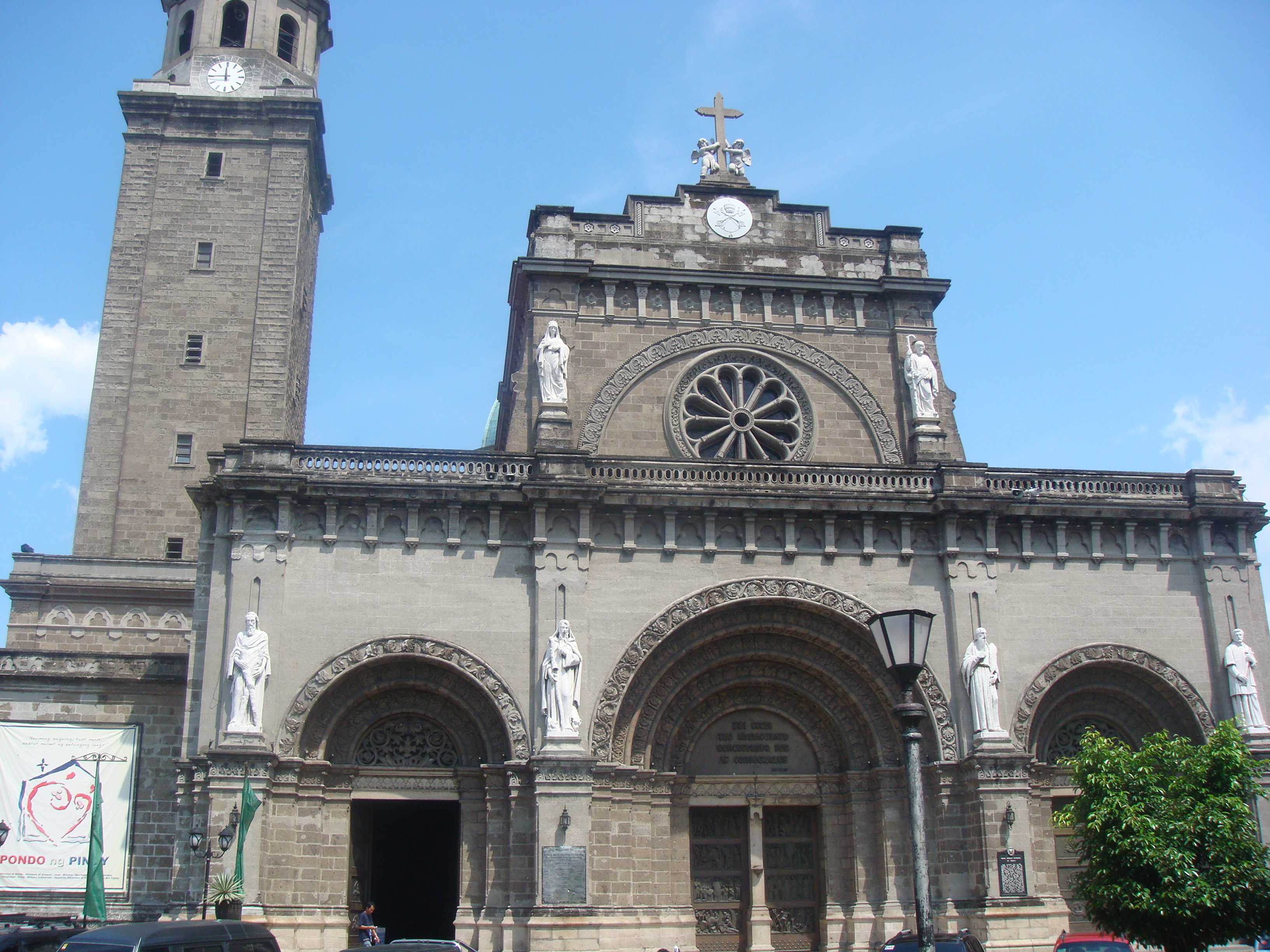
Die Fassade der Kathedrale
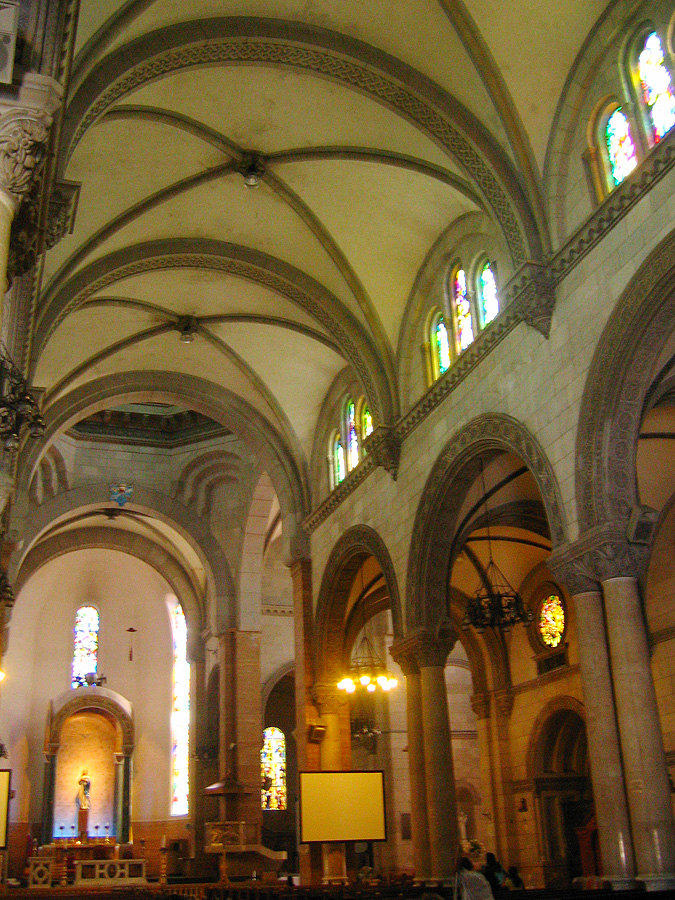
Das zentrale Schiff
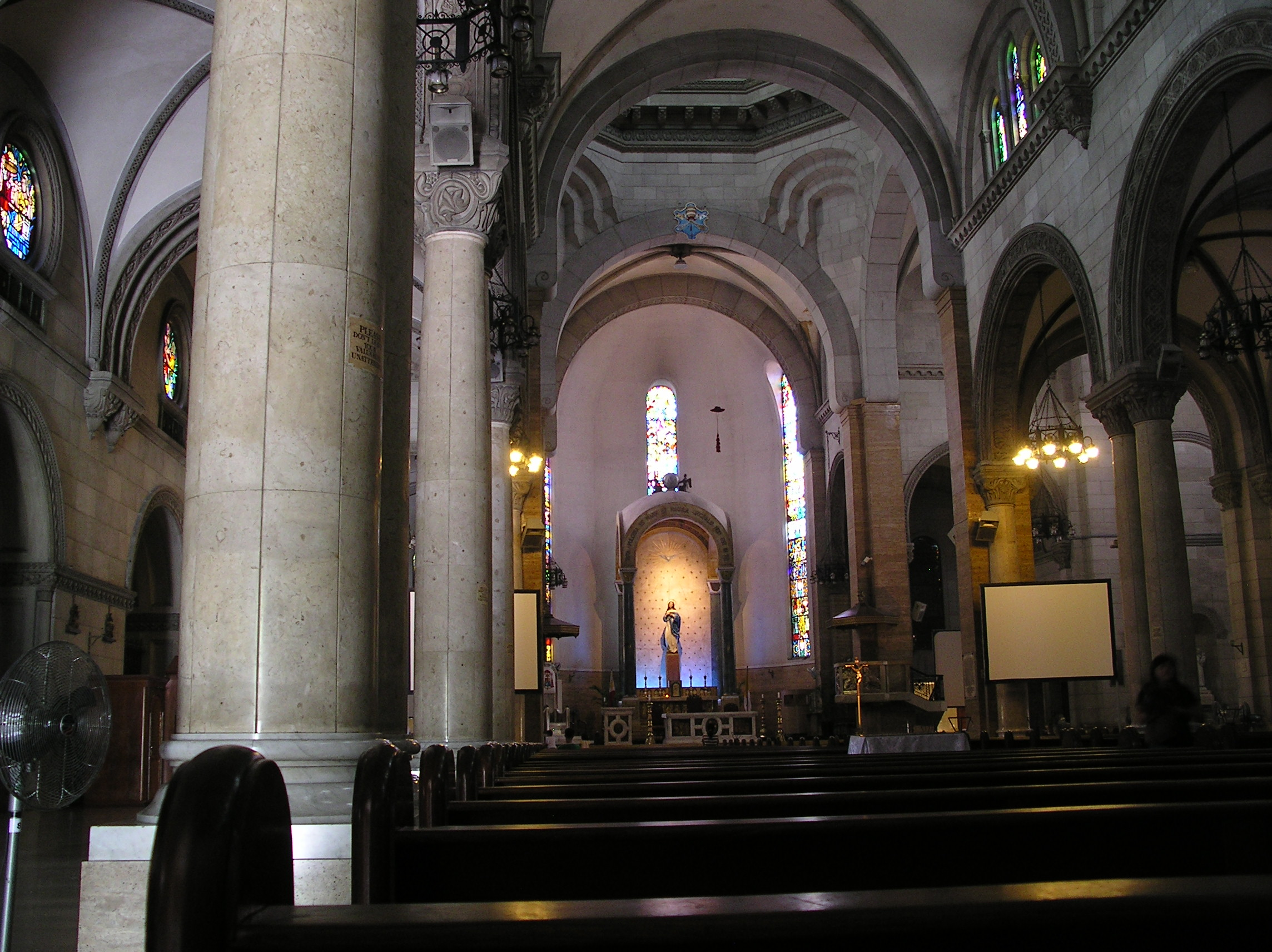
Der Hauptaltar
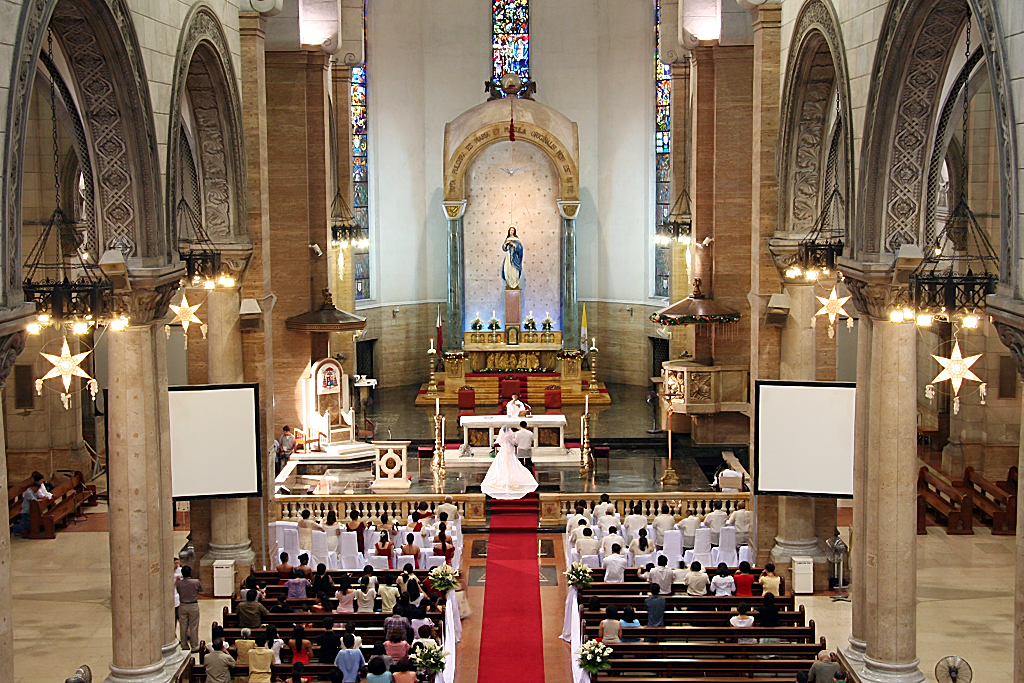
Der Hauptaltar
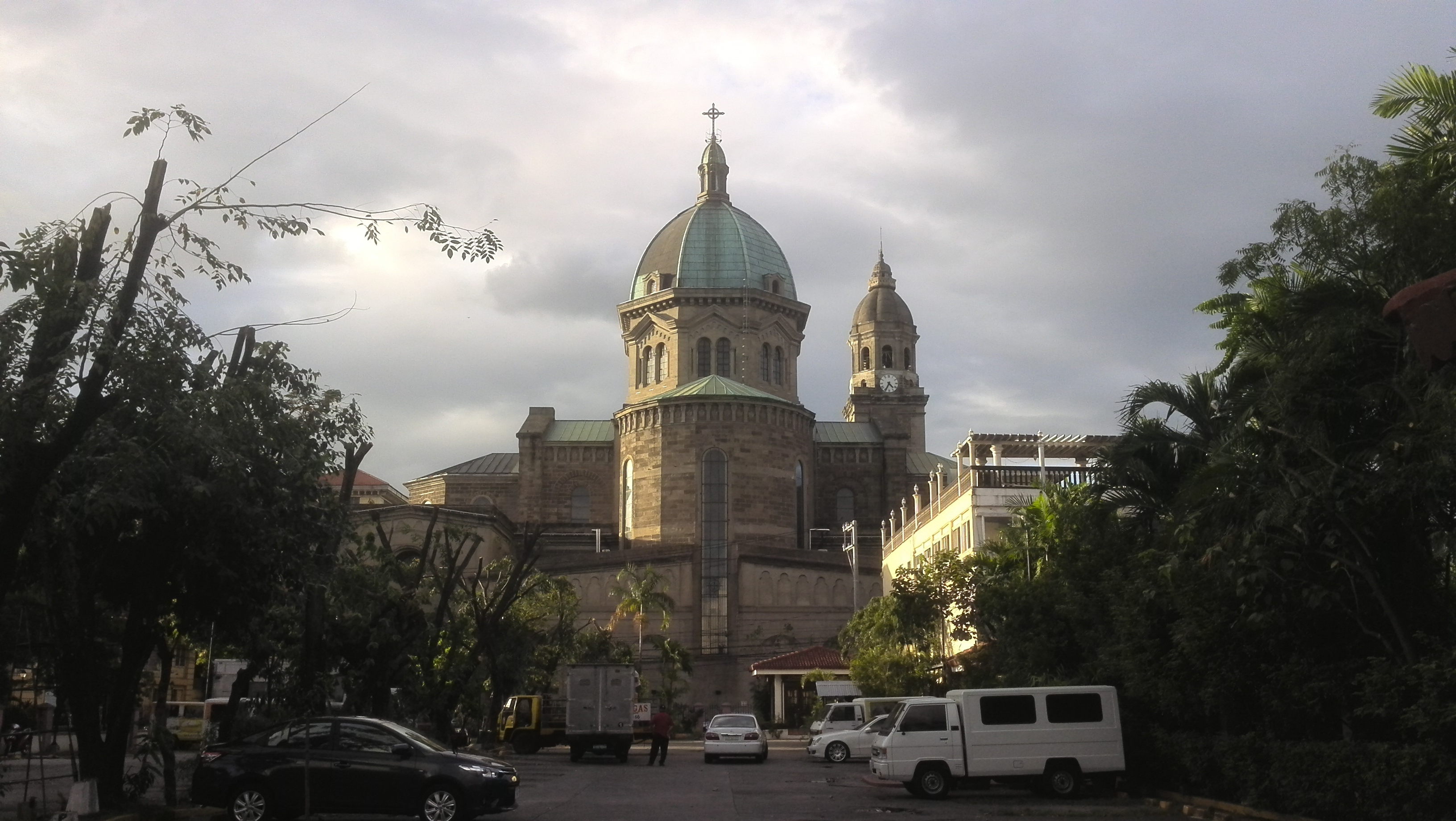
Domkuppel der Kathedrale.
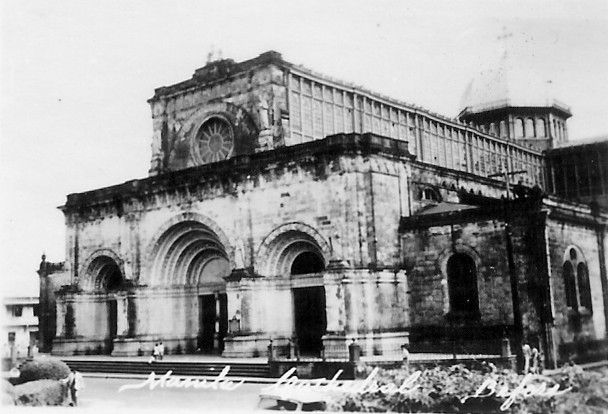
Aussehen der Kathedrale vor 1945
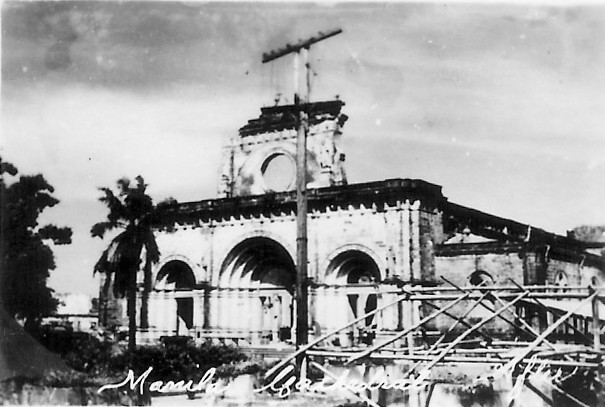
Aussehen der Kathedrale nach dem Bombardment